# Hemangiom
Hemangiom , är en godartad tumör relaterad till blodkärlen, ett angiom, som vanligen syns på huden och på grund av sitt utseende och klarröda, rödlila eller mörkröda färg då kallas smultronmärke eller jordgubbsmärke. Hemangiom är vanligt förekommande, särskilt hos små barn, och är mer vanliga hos flickor än pojkar, och mer vanliga hos för tidigt födda barn. Ett vanligt beteende är att de växer under barnets första levnadsmånader för att sedan långsamt tillbakabildas under några års tid, och försvinner (normalt före 10 års ålder) utan att ge besvär. Detta skiljer hemangiom från eldsmärken, som är permanenta.
Hemangiom utgörs av en tillväxt hos endotel runt blodkärlen, och kan endera vara släta eller utbuktande. I undantagsfall behandlas eller avlägsnas hemangiom, om de sitter på ett störande ställe, är särskilt stora, eller sitter på inre organ, annars väntar man ut att de försvinner av sig själv.